# Los Beltrán
Los Beltrán fue una sitcom estadounidense en español, emitida por el canal Telemundo entre 1999 y 2001. Aunque fue cancelada tras dos temporadas,el show recibió numerosos premios de la industria audiovisual. Los Beltrán fue la primera sitcom en veinte años en reflejar la experiencia de los cubanos en Estados Unidos, y la primera de todas las sitcoms en español en mostrar a un personaje gay de forma regular. El programa mostraba también la experiencia de otras nacionalidades hispanohablantes, mexicanos, puertorriqueños e incluso, españoles.

## Argumento
Los Beltrán cuenta las desventuras de la familia Beltrán, formada por Manny (Emiliano Díez) y Lety Beltrán,(Margarita Coego) dos exiliados cubanos afincados en Estados Unidos, con una hija en común, Anita (Yeni Álvarez), qué aspira a convertirse en una brillante abogada. Manny es el dueño de un supermercado de barrio, "El bodegón", ultraconservador, derechista y obsesionado con el dinero, lo que le lleva a enfrentamientos con su yerno, Miguel Pérez (Demetrius Navarro), un artísta chicano, izquierdista y holgazán, además de mexicano, que vive en su casa y se come su comida.
Tras ganar la lotería, Manny y su familia se mudan a un precioso dúplex en Burbank, California. Una vez allí descubren a sus vecinos, una pareja homosexual: un psicólogo español, Fernando Salazar (Gabriel Romero) y su novio estadounidense Kevin Lynch (James C.Leary).
Dos episodios en particular, centrados en Fernandito y Kevin, consiguieron que la serie apareciera en algunos medios de habla inglesa. En la primera temporada, Fernandito recibe una visita inesperada de su padre, un militar español (que se parece al fallecido caudillo Francisco Franco),revelándole que es gay. En la segunda temporada, Fernandito y Kevin tienen una ceremonia de compromiso, poco después de que los californianos en la vida real votaran y aprobara la Proposición 22 contra el matrimonio homosexual. Esta fue la primera ceremonia de boda entre personas del mismo sexo que se mostró en una serie de televisión en español. 

## Premios y reconocimientos
Los Beltrán recibió el Premio Fundación Imagen 2001 a la Mejor Serie Comedia y el Premio ALMA 2001 del Consejo Nacional de La Raza a la Mejor Serie Comedia en Español. Fue nominada a dos premios GLAAD Media Awards, y se convirtió en el primer programa en español premiado por la Alianza Gay y Lesbiana contra la Difamación.
- Datos: Q6682505